# سیگما-آلدریچ
سیگما-آلدریچ (به انگلیسی: Sigma-Aldrich) یک شرکت آمریکایی فعال در زمینه علوم زیستی با بیش از ۹۶۰۰ تن پرسنل است. این شرکت در ۴۰ کشور دنیا فعالیت داشته و عمده محصولات آن در داروسازی و زیست‌فناوری کاربرد دارد. این شرکت شیمیایی از ادغام دو شرکت شیمیایی سیگما و شرکت آلدریچ در سال ۱۹۷۵، به وجود آمد.